# Wapen van Halderberge

Het wapen van de gemeente Halderberge

Het wapen van Halderberge is het wapen van de Noord-Brabantse gemeente Halderberge. De gemeente is op 1 januari 1997 gesticht en het wapen werd op 8 september 1997 per Koninklijk Besluit no. 98.001216 aan de gemeente toegekend.

## Geschiedenis
Halderberge is ontstaan uit de gemeenten Hoeven, Oud en Nieuw Gastel en Oudenbosch. De gemeente wilde in eerste instantie een gevierendeeld wapen met in de kwartieren delen van de wapens van de opgeheven gemeente, terwijl de Hoge Raad van Adel een voorstel had om als wapen de burcht uit het oude wapen van Hoeven op een berg te plaatsen vergezeld van drie maliën die de opgeheven gemeenten voorstelden, om zo een sprekend wapen te vormen.
Uiteindelijk kwam er een compromis: een doorsneden wapen met in de bovenste helft de burcht uit het wapen van Hoeven en de bomen uit het wapen van Oudenbosch, en in de onderste helft de eenden (vogels) uit het wapen van Oud en Nieuw Gastel.

## Blazoen
De beschrijving van het wapen luidt als volgt:
Doorsneden : I in zilver een burcht van keel, staande op de doorsnijdingslijn, tussen twee geplante bomen van sinopel; II in sinopel drie eenden van zilver. Het schild gedekt met een gouden kroon van drie bladeren en twee parels.
N.B.: de heraldische kleuren zijn: zilver (wit), keel (rood), sinopel (groen) en goud (geel).

## Verwante wapens
Het wapen van Halderberge is samengesteld uit elementen van onderstaande wapens:

Het wapen van Hoeven (met de burcht)
Het wapen van Oudenbosch (met de bomen)
Het wapen van Oud en Nieuw Gastel (met vogels/eenden)